# Johann Ernst von Zabeltitz
Johann Ernst von Zabeltitz (* 1729 in der Lausitz; † 17. Mai 1791 in Grumbkowkaiten, Preußen) war ein königlich-preußischer Generalmajor, Chef des Dragoner-Regiments Nr. 7 und Ritter des Pour le Mérite sowie Erbherr auf Eichow und Komptendorf. Seine Eltern waren Egidius Leonhard von Zabeltitz (* 1. September 1686; † 11. November 1776) und dessen Frau Sophie Marianne von Normann aus dem Haus Ilmersdorf.

## Leben
Er ging 1748 in preußische Dienste und kam zum Dragoner-Regiment Nr. 3 (Gilsa). Dort wurde er 1749 Fähnrich, 1751 Leutnant und 1758 Stabshauptmann. Im Jahr 1771 Major und Schwaderonschef, 1782 Oberleutnant und am 24. September 1784 Oberst.
Am 11. August 1790 wurde er Generalmajor und im Oktober 1790 Chef des Dragoner-Regiments Nr. 7 (Borck).
Während des Siebenjährigen Krieges kämpfte er in Lobositz, Prag, Kolin, Kunersdorf und Roßbach.
Bei Reichenbach wurde er verwundet. Im Bayerischen Erbfolgekrieg erhielt er den Pour le Mérite. In der Nacht vom 25. auf den 26. Oktober 1778 versuchten die Österreicher das Dragoner-Regiment Nr. 3 (Thun) im Dorf Möckern zu Überfallen.

## Familie
Er war nicht verheiratet, hatte aber mit Maria Eleonore von Mackrodt aus dem Haus Schillenincken in Ostpreußen einen Sohn:
- Hans Wilhelm Leopold (* 1755; † 3. Oktober 1835) Stabshauptmann ⚭ 1782 Johanne Louise Charlotte von Kortzfleisch (* 10. April 1768; † 21. März 1850)

Der Sohn wurde später legitimiert und wurde auch unter dem Namen Zobel von Zabeltitz geführt. Maria Eleonore von Mackrodt heiratete später den Stabskapitän Johann Christoph von Mülverstedt. Ihr Enkel war der Historiker George Adalbert von Mülverstedt.